# Marija Bronislawowna Worobjowa-Stebelskaja
Maria Bronislawowna Worobjowa-Stebelskaja (russisch Мария Брониславовна Воробьёва-Стебельская, französisch Marie Bronislava Vorobieff-Stebelska; * 14. Februarjul. / 26. Februar 1892greg. in Tscheboksary; † 4. Mai 1984 in London) war eine überwiegend in Frankreich, im Alter in England aktive, kubistische Malerin russischer Herkunft.
Maxim Gorki gab ihr den Namen der Märchenfee Marevna, unter dem sie später bekannt wurde und ihre Bilder signierte. In der Literatur findet man verschiedene weitere Namensvariationen der vermutlich ersten in kubistischer Weise malenden Frau. Worobjowa ist bekannt für den von ihr als „Dimensionalismus“ bezeichneten Stil, indem sie kubistische Elemente mit pointillistischen kombinierte und für die Bildkonstruktion den Goldenen Schnitt anwandte.

## Leben
Worobjowa-Stebelskaja war die Tochter eines polnischen Adligen namens Bronislaw Stebelskij und der Schau- und Puppenspielerin Maria Worobjowa. Ihre Kindheit verbrachte sie im damals russisch kontrollierten Tiflis und ging 1910 nach Moskau, um an der Stroganow-Hochschule für Gewerbekunst zu studieren. Aber bereits ein Jahr darauf verließ sie Russland und ging nach Italien, wo sie auf Capri Unterricht von Maxim Gorki erhielt.
1912 ging sie nach Paris, um sich weiterzubilden. Hier stellte sie erstmals aus und begegnete in der Künstlersiedlung La Ruche im Viertel Montparnasse namhaften Künstlern und Schriftstellern der damaligen École de Paris, darunter Georges Braque, Marc Chagall, Jean Cocteau, Ilja Grigorjewitsch Ehrenburg, Max Jacob, Moise Kisling, Pinchus Kremegne, Fernand Léger, Henri Matisse, Amedeo Modigliani, Pablo Picasso und Chaim Soutine. 1915 lernte sie den Mexikaner Diego Rivera kennen, der sich vorübergehend in Paris aufhielt und zu dieser Zeit bereits mit Angelina Beloff fest liiert war, die von ihm ein Kind erwartete. Zu diesem Zeitpunkt entdeckte sie den Kubismus als favorisierten Kunststil. Mit Rivera ging sie ein Verhältnis ein und wurde schwanger. Als die gemeinsame Tochter Marika Rivera im November 1919 zur Welt kam, nahm Rivera sie nicht als Tochter an. Marevna zog ihre Tochter daher allein auf, verlor offensichtlich aber nie den Kontakt zu Diego Rivera. Erst zum Zeitpunkt seines Todes ging sie ein Verhältnis mit Chaim Soutine ein.
Als ihre Tochter Marika in zweiter Ehe Rodney Phillips heiratete, wohnte sie mit in dessen Athelhampton Hall im englischen Dorset, das ihm von 1949 bis 1957 gehörte. Nachdem die zweite Ehe ihrer Tochter gescheitert war, zog sie mit ihrer Tochter und deren beiden Söhnen aus erster und zweiter Ehe nach Ealing, einem Londoner Vorort. Hier stellte sie ihre Bilder aus; allerdings konnten beim Verkauf ihrer Bilder keine hohen Summen erzielt werden. Viele ihrer Bilder wurden von ihren Hunden zerstört. Nachdem ihr das Geld ausging und sie keinen Raum mehr hatte, um zu malen, traf sie auf die Fotografin Anya Teixeira, die ihr von ihrem geringen Verdienst als Angestellte Material zum Malen bereitstellte und erfolgreich einen Raum zum Malen vermittelte, sodass Marevna ihre Karriere fortsetzen konnte.
Patrick Cooke, der gegenwärtige Besitzer des Athelhampton House eröffnete im Westflügel des Gebäudes das sogenannte „Marevna’s Studio“, wo heute Bilder der „The Marika & David Phillips and Athelhampton Collections“ ausgestellt sind.